# Alain Fiard
Alain Fiard (sinh ngày 17 tháng 9 năm 1958) là một cựu cầu thủ bóng đá chuyên nghiệp người Pháp. Ông sinh ra tại Phnôm Pênh, Campuchia.
Fiard bắt đầu sự nghiệp thi đấu của mình với INF Vichy trong mùa giải 1977-1978 tại giải hạng ba nước Pháp. Năm 1979 ông chuyển tới thi đấu cho SC Bastia tham dự giải hạng nhất nước Pháp, hai năm sau thì ông cùng đội bóng giành Cúp nước Pháp. Fiard chuyển tới AJ Auxerre năm 1984 và đã cống hiện tại đây 105 trận trong ba mùa giải liên tiếp. Năm 1987, ông ký hợp đồng thi đấu cho Lille OSC, tại đây ông đã thi đấu sáu năm liên tiếp cho đến khi giải nghệ. Fiard từ giã bóng đá chuyên nghiệp vào năm 1993, sau khi đã thực hiện hơn 450 lần ra sân đấu.
Fiard được thuê làm huấn luyện viên đội trẻ của AJ Auxerre vào năm 1997, bốn năm sau ông được bổ nhiệm làm trợ lý cho Guy Roux. Fiard từng tạm thời nắm đội 1 của AJ Auxerre trong năm trận liên tiếp mùa giải hạng nhất nước Pháp 2001-2002 khi Roux vắng mặt do bệnh tật. Tháng 7 năm 2004 ông thôi vị trí trợ lý ở Auxerre để đảm nhiệm vị trí huấn luyện viên trưởng cho đội bóng Raja Casablanca của Ma - rốc. Tuy nhiên, ông rời Raja Casablanca vào tháng 11 cùng năm. Từ năm 2005 đến 2008, Fiard làm tuyển trạch viên cho đội bóng cũ Lille OSC trước khi chuyển đến đảm nhận công việc này tại Valenciennes FC. Năm 2011, ông từ chối lời mời làm "thuyền trưởng" đội tuyển quốc gia Việt Nam để trở lại Auxerre làm trợ lý cho huấn luyện viên Laurent Fournier cho đến tháng 7 năm 2012 khi Fournier rời vị trí. Tháng 11 năm 2016 ông chính thức ký hợp đồng trở thành huấn luyện viên trưởng cho Hồ Chí Minh City FC. Năm 2017, ông bị sa thải.